# Cienfuegosia sulfurea
Cienfuegosia sulfurea är en malvaväxtart som först beskrevs av St.-hil., och fick sitt nu gällande namn av Christian August Friedrich Garcke. Cienfuegosia sulfurea ingår i släktet Cienfuegosia och familjen malvaväxter. Inga underarter finns listade i Catalogue of Life.